# Albert Ier de Mecklembourg-Stargard
Pour les articles homonymes, voir Albert Ier.
Albert Ier de Mecklembourg-Stargard, (en allemand Albrecht Ier von Mecklenburg-Stargard), né en 1377, décédé entre le 11 février et le 15 juillet 1397 à Dorpat (Estonie).
Il fut Duc de Mecklembourg-Stargard de 1396 à 1397.

## Famille
Fils de Jean Ier de Mecklembourg-Stargard et de Anne de Holstein.

## Biographie
Albert Ier de Mecklembourg-Stargard naquit vers 1382, il régna conjointement avec son frère Jean II de Mecklembourg-Stargard. En 1395, il se rendit en Estonie afin de remplir les fonctions de coadjuteur auprès de l'évêque de Dorpat, Dietrich Damerau. Une polémique éclata  entre Dietrich Damerau et le maître supérieur de l'Ordre Teutonique Konrad von Jungingen, Albert Ier de Mecklembourg-Stargard les réconcilia. Albert Ier décéda entre le 11 février et le 15 juillet 1397 à Dorpat, lieu où il fut inhumé.

## Généalogie
De la lignée de Mecklembourg-Stargard, Albert Ier de Mecklembourg-Stargard appartient à la première branche de la Maison de Mecklembourg. Cette lignée s'éteignit en 1471 avec le prince Ulrich II de Mecklembourg-Stargard.